# Tikytsch
Der Tikytsch (ukrainisch Тікич; russisch Тикич Tikitsch) ist ein Fluss in der Oblast Tscherkassy in der Zentral-Ukraine.
Er wird aus seinen beiden Quellflüssen, Hnylyj Tikytsch und Hirskyj Tikytsch, gebildet. Der Tikytsch wiederum bildet 4 km flussabwärts zusammen mit der Welyka Wys die Synjucha.